# Gabriele Pierini
Gabriele Pierini (Gubbio, 12 agosto 1991) è un rugbista a 15 italiano, che milita nel ruolo di seconda linea nella Lazio Rugby 1927.

## Biografia
Nato a Gubbio si avvicina sportivamente alla pallavolo e solo successivamente decide di unirsi nel 2010 al Rugby Gubbio sotto la guida di Joe McDonnell che ne valorizzerà le doti fisiche affinandone anche la tecnica. Rimane in forza alla squadra umbra fino al 2012, quando proprio il tecnico neozelandese, nel frattempo diventato responsabile di mischia del Rugby Rovigo, segnala il giocatore alla dirigenza Veneta.
Durante l'esperienza nel Rugby Rovigo si divide tra le giovanili e la prima squadra esordendo sia in European Rugby Challenge Cup sia nel massimo campionato di Eccellenza italiana.
Nel 2013 rientra in Umbria ma questa volta con la maglia del CUS Perugia nel campionato di Serie A2 partendo come seconda linea titolare.
Nel 2014 viene ingaggiato dal Rugby Club I Cavalieri tornando quindi a essere schierato per il Campionato di Eccellenza, per poi firmare per la Lazio Rugby 1927 nel 2015.